# Dolní Žleb
Dolní Žleb (německy Niedergrund an der Elbe, do roku 1949 Dolní Grunt nad Labem, po roce 1949 Dolní Žleb) tvoří XIV. místní část Děčína. Nachází na levém břehu dolního toku řeky Labe, při hranici s Německem, v nadmořské výšce kolem 130 metrů.
Dolní Žleb je nejseverněji položeným sídlem ČR na levém břehu Labe, které zde vytvořilo 250 m hluboký kaňon v křídových (druhohorních) pískovcích, nejhlubší v Evropě.

## Historie

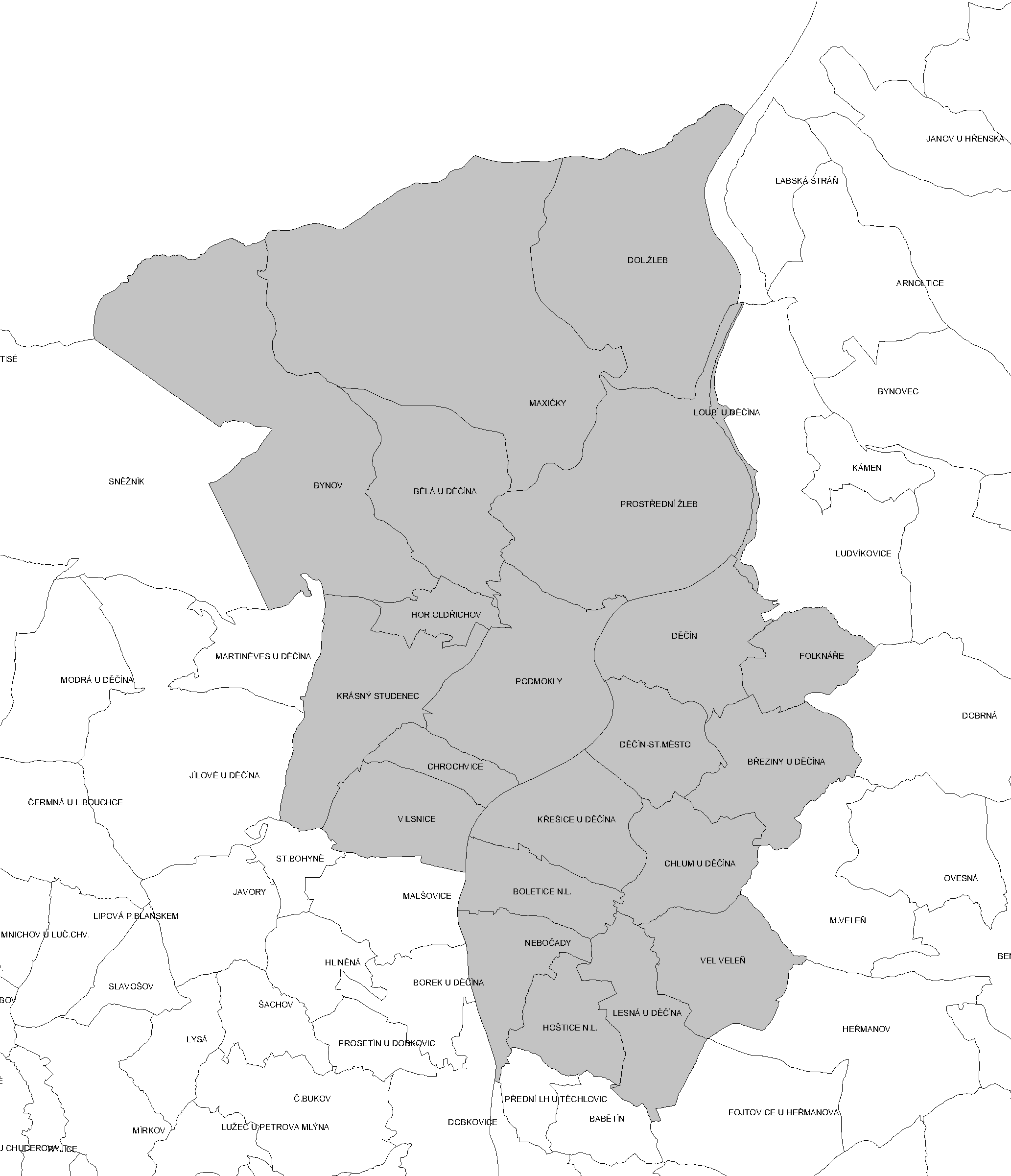
Katastrální členění Děčína

První písemná zmínka o vesnici pochází z roku 1579. Dolní Žleb v minulosti přináležel pod děčínské panství rodu Thunů, většina obyvatel byla až do roku 1945 německá.
V obci stála nejdříve hospoda, později vznikaly obytné domy a pila. Roku 1752 zde stála škola, jenž byla v letech 1789-1791 zbourána na příkaz děčínského hraběte, jež dal následně postavit školu novou, v níž se vyučovalo až do roku 1902. V té době zde fungovaly také četnická stanice, pošta, celnice a obecní úřad. Roku 1774 byla v Dolním Žlebu postavena továrna na knoflíky, v první půlce 20. století zde stála továrna Tamany, vyrábějící masti, tinktury a extrakty.
Po roce 1945 došlo k postupnému vysídlení původního německého obyvatelstva. V důsledku toho zanikla část obce německy nazývaná Globt (česky Klopoty) dosahující až ke státní hranici tvořené Klopotským potokem (Gelobtbach), jež byla následně (roku 1956) zničena armádou jako součást pohraničního pásma. Sama obec Dolní Žleb zanikla roku 1980 připojením k městu Děčín.

## Přírodní poměry
Území je součástí CHKO Labské pískovce. Údolí je ve své spodní části porostlé smíšeným lesem, nad který vystupují přes 100 m vysoké kolmé pískovcové stěny. Lze zde nalézt řadu vzácných chráněných rostlin a živočichů. Zalétá sem orel mořský a orlovec říční. V řece Labi žije přes 20 druhů ryb, mimo jiné od roku 1998 losos obecný, který byl toho roku vysazen do několika labských přítoků.
Na hraničním Klopotském potoku je malebný vodopád a umělé jezírko. Poblíž železniční zastávky se nachází přívoz spojující Dolní Žleb s pravým břehem Labe.

## Obyvatelstvo
Při sčítání lidu v roce 1921 ve vsi žilo 708 obyvatel (z toho 342 mužů), z nichž bylo 23 Čechoslováků, 639 Němců a 46 cizinců. Kromě 49 evangelíků, pěti členů nezjišťovaných církví a čtyř lidí bez vyznání byli římskými katolíky. Podle sčítání lidu z roku 1930 měla vesnice 630 obyvatel: 31 Čechoslováků, 563 Němců a 36 cizinců. Většina (515 osob) se hlásila k římskokatolické církvi, ale žilo zde také 44 evangelíků, jeden příslušník nezjišťovaných církví a sedmdesát lidí bez vyznání.
| Rok            | 1869 | 1880 | 1890 | 1900 | 1910 | 1921 | 1930 | 1950 | 1961 | 1970 | 1980 | 1991 | 2001 | 2011 | 2021 |
| -------------- | ---- | ---- | ---- | ---- | ---- | ---- | ---- | ---- | ---- | ---- | ---- | ---- | ---- | ---- | ---- |
| Počet obyvatel | 661  | 713  | 900  | 813  | 793  | 708  | 630  | 238  | 243  | 252  | 188  | 120  | 151  | 188  | 141  |
| Počet domů     | 107  | 115  | 114  | 123  | 129  | 129  | 135  | 136  | 64   | 63   | 50   | 44   | 47   | 75   | 75   |

## Doprava

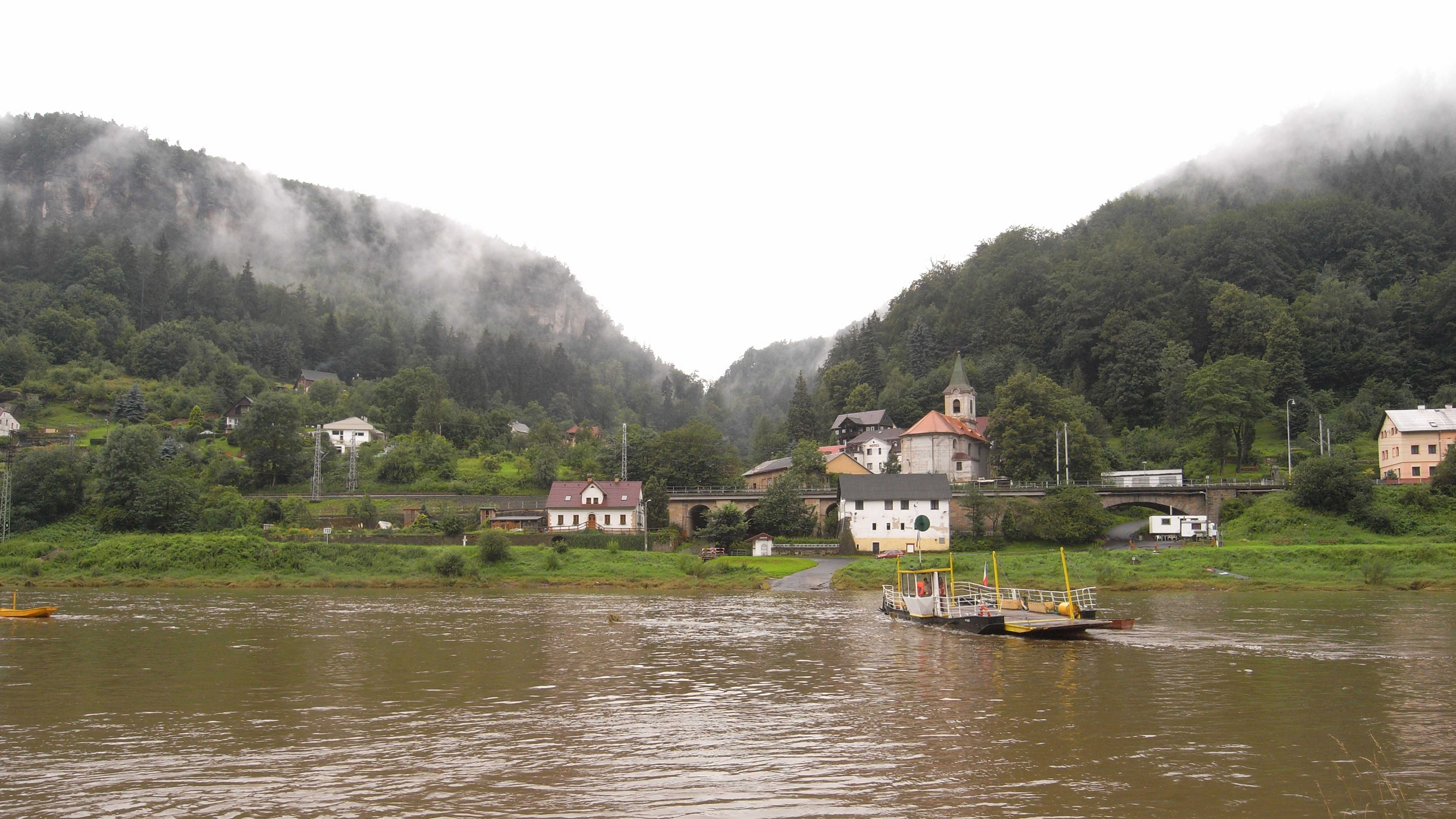
Dolní Žleb

Do Dolního Žlebu se lze dostat po železnici (z Děčína či z Bad Schandau), přívozem z pravé strany Labe či po silnici. Pobřežní silnice ve směru od Děčína v Dolním Žlebu končí. Železniční stanice leží v nadmořské výšce 127 metrů, a je tak nejníže položenou železniční stanicí v Česku. Je zároveň poslední železniční zastávkou na hranici mezi Českou republikou a Saskem. Druhá železniční zastávka (Dolní Žleb zastávka) se nachází ve směru na Děčín u konce vsi.
Dolní Žleb leží na cyklotrase z Děčína do Německa, jež vede přibližně podél železniční trati. Z Dolního Žlebu vede do německé vesnice Krippen.

## Pamětihodnosti
- Barokní kostel Nejsvětější Trojice z roku 1830. Původní kostel byl dřevěný, pocházel z roku 1747 a roku 1829 byl stržen.
- Boží muka
- Socha svaté Anny
- Socha svatého Vojtěcha

Ve vsi se nachází také několik staveb lidové architektury, budova bývalé fary je dokonce stejně jako kostel památkově chráněná. V Dolním Žlebu se nalézá i starý hřbitov, na němž je většina náhrobků dosud německých.
Vladimír Páral zasadil do Dolního Žlebu část děje svého románu Mladý muž a bílá velryba.
Nedaleko železniční zastávky Čertova voda (Prostřední Žleb) byla umístěna socha svatého Vojtěcha, patrona lodníků, a to přímo v místě, kde bylo před odstraněním balvanů z říčního koryta jedno z nejnebezpečnějších míst pro plavbu na Labi.
Dolní Žleb leží uprostřed pískovcových skalních útvarů, nejznámější z nich jsou skály Mnich a Jeptiška. K některým skalám v okolí se vztahují různé pověsti.

## Galerie

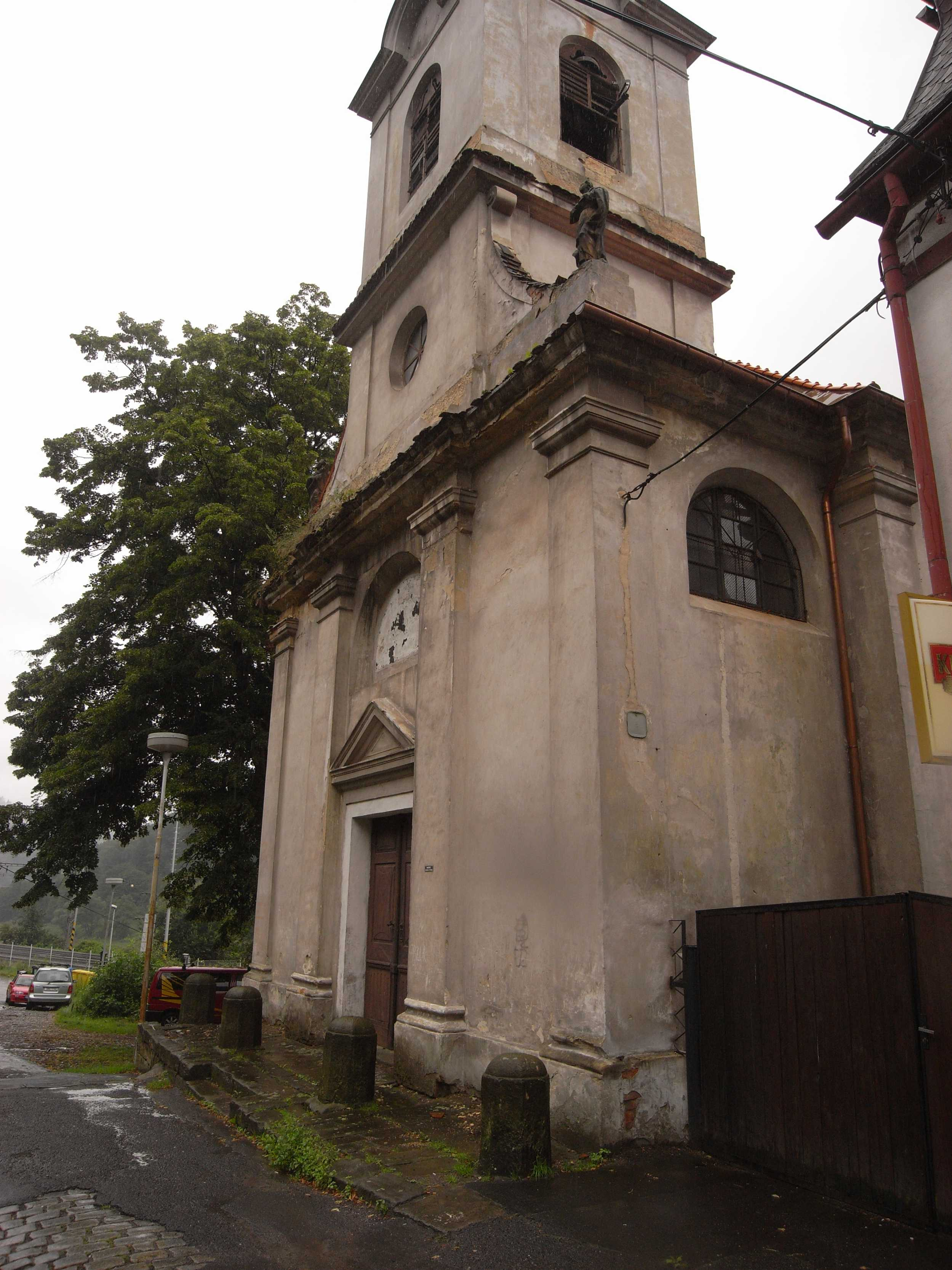
Kostel Nejsvětější Trojice
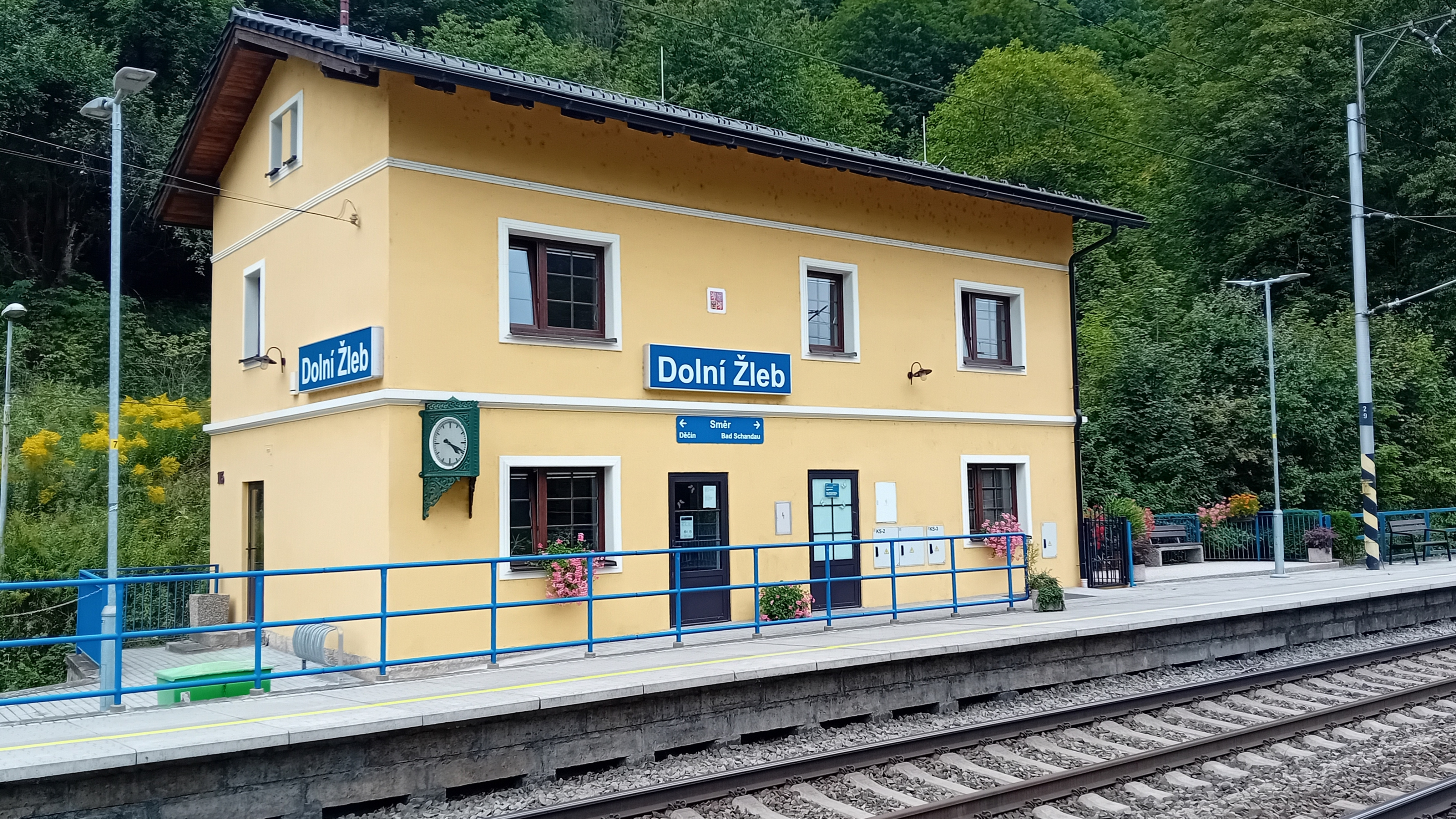
Železniční stanice
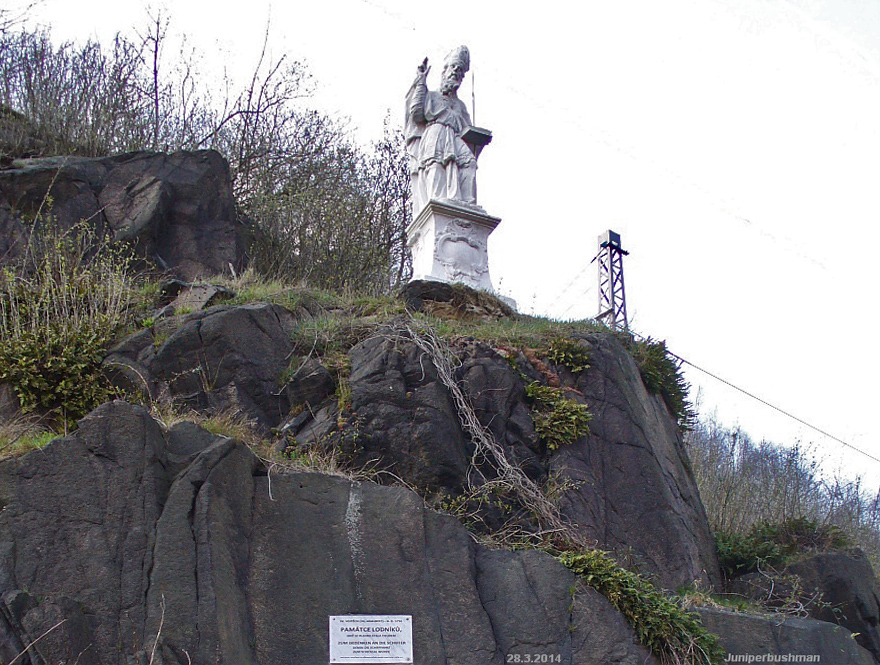
Socha sv. Vojtěcha
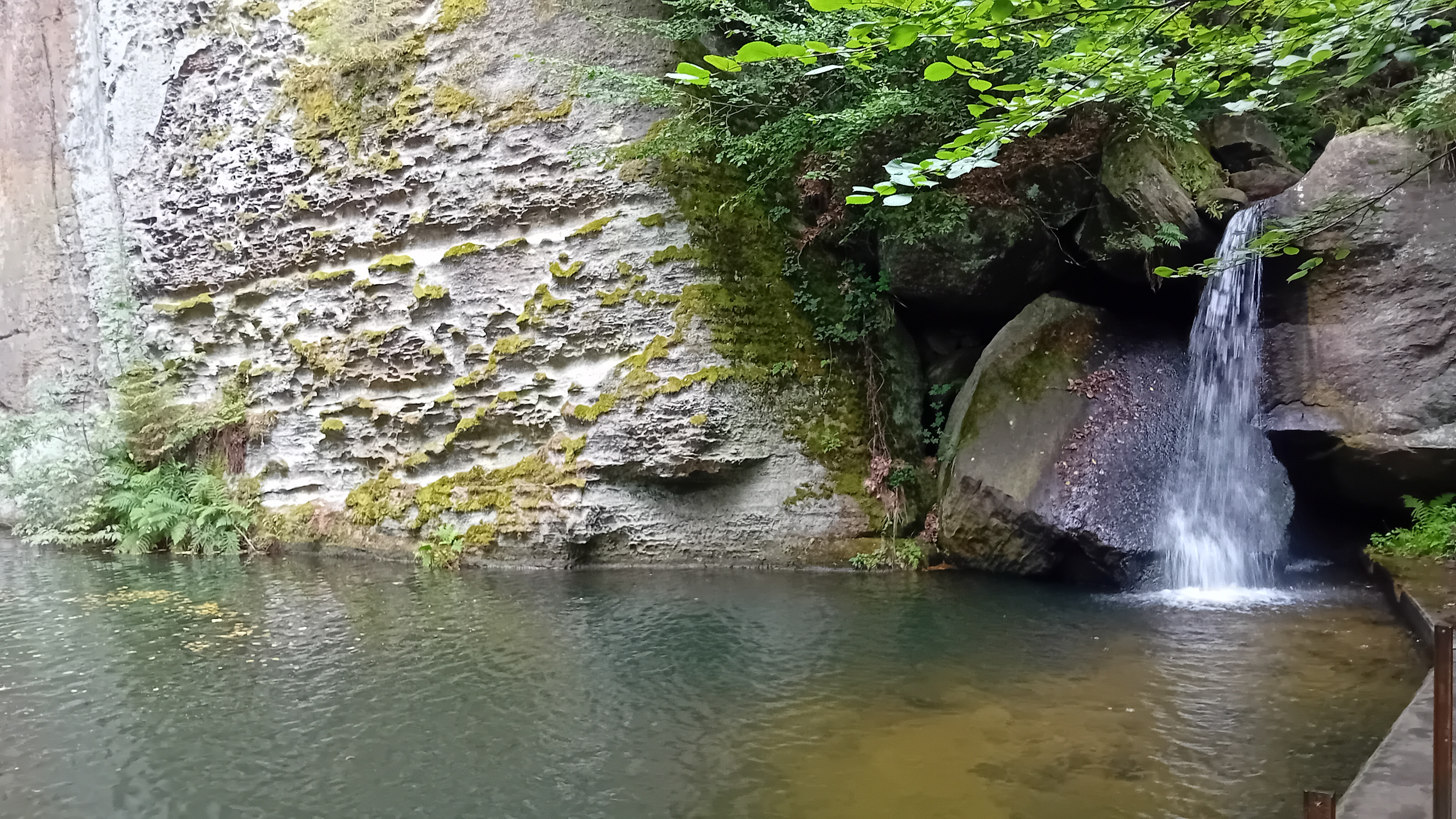
Klopotské jezírko s vodopádem na Klopotském potoce
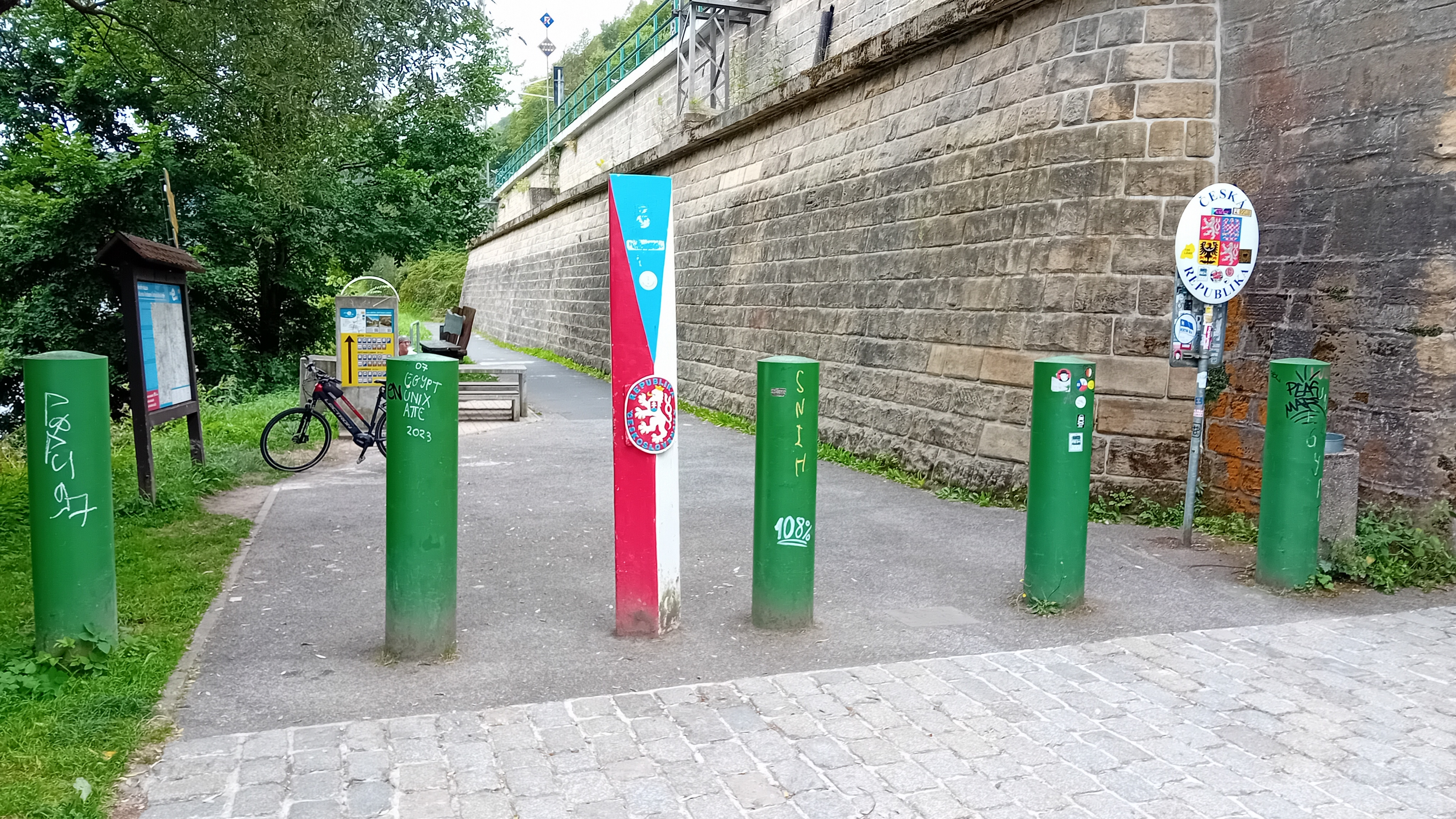
Hraniční přechod Dolní Žleb - Reinhardtsdorf-Schöna